# Dirección de Previsión de Carabineros de Chile
La Dirección de Previsión de Carabineros de Chile (Dipreca) es un servicio público chileno, funcionalmente descentralizado con personalidad jurídica y patrimonio propio, con domicilio en la ciudad de Santiago, se relaciona con el presidente de la República por intermedio del Ministerio de Seguridad Pública, a través de la Subsecretaría de Seguridad Pública y tiene por finalidad administrar el sistema de previsión social y de salud de los cuerpos armados de Carabineros, Gendarmería y la Policía de Investigaciones.

## Historia
En 1924 se dictó la ley N.º 4.052 que crea la Caja de Asistencia, Previsión y Bienestar Social de la Policía y que entró en vigencia en agosto del año siguiente. Esta caja beneficiaba sólo al personal de carabineros. Posteriormente se incorporaron a su régimen los funcionarios de los Servicios de Investigaciones (PDI) y el personal de Prisiones (Gendarmería).
El 28 de mayo de 1927, mediante la dictación del Decreto Supremo N.º 3.650, se fusionó la Caja de Asistencia, Previsión y Bienestar Social de las Policías de Chile con la Sección Carabineros de la Caja de Retiro del Ejército y la Armada, creándose así la Caja de Previsión de los Carabineros de Chile. La causa inmediata de su creación obedeció a que el 27 de abril del mismo año los servicios de policías fiscales y de Carabineros formaron en conjunto el cuerpo de Carabineros de Chile, órgano encargado del orden y seguridad interior del país hasta la actualidad.
A partir de la fundación del cuerpo de carabineros surgió la necesidad de contar con una legislación previsional común y refundir todas las disposiciones en un solo texto legal, dictándose, en consecuencia, el DFL N.º 4.901, de 20 de julio de 1927, que estableció que esta institución continuaría denominándose «Caja de Previsión de los Carabineros de Chile», con objetivos bien definidos y que, en lo principal, son los mismos que rigen la actual Dipreca.
En 1975 se dicta el D.L. N.º 844, que dispuso el cese en las actividades de la Caja de Previsión de los Carabineros de Chile, creando al mismo tiempo el Departamento de Previsión de Carabineros de Chile, que absorbió sus funciones, pasando a depender del Ministerio de Defensa Nacional. Finalmente, en 1976 se dicta el D.L. N.º 1.468, que modifica la denominación del Departamento de Previsión, pasando a llamarse Dirección de Previsión de Carabineros de Chile, nomenclatura que conserva hasta la actualidad.
Para 2020 el presupuesto nacional para Dipreca es de casi un billón de pesos chilenos.

## Directores
| Director                    | Presidente        | Período                             |
| --------------------------- | ----------------- | ----------------------------------- |
| Carlos Jerez Hernández      | Sebastián Piñera  | 2011 - 2014                         |
| Jorge Fuentealba Fontecilla | Michelle Bachelet | 2014 - 2015                         |
| Jaime Gatica Barros         | Michelle Bachelet | 8 de septiembre de 2015 - 2017      |
| Juan Hernández Rivera       | Sebastián Piñera  | 28 de diciembre de 2018 - Mayo 2021 |